# Black Creek (Carolina del Norte)
Black Creek es un pueblo ubicado en el condado de Wilson en el estado estadounidense de Carolina del Norte. En el año 2000 tenía una población de 714 habitantes y una densidad poblacional de 410,1 personas por km².

## Geografía
Black Creek se encuentra ubicado en las coordenadas 35°38′10″N 77°56′0″O / 35.63611, -77.93333.

## Demografía
Según la Oficina del Censo en 2000 los ingresos medios por hogar en la localidad eran de $30.368, y los ingresos medios por familia eran $32.857. Los hombres tenían unos ingresos medios de $27.679 frente a los $20.909 para las mujeres. La renta per cápita para la localidad era de $13.661. Alrededor del 17.4% de las familias y del 16.9% de la población estaban por debajo del umbral de pobreza.